# Mario Piazza (cestista)
Mario Piazza (Marsala, 28 aprile 1969) è un ex cestista e allenatore di pallacanestro italiano.
È stato il primo giocatore di basket siciliano a superare i 2 000 punti in Serie A, di cui 432 in Serie A1.

## Carriera
Gioca nel ruolo di playmaker. Inizia nelle giovanili della Pallacanestro Marsala. Nel 1985 partecipa al Trofeo delle Regioni "Decio Scuri" con la selezione siciliana. Nel 1990-91 ha esordito in Serie A2 con la Pallacanestro Trapani, dove l'anno successivo gioca la prima storica stagione in Serie A1 della squadra granata.
Con la Cestistica Barcellona ha ottenuto una promozione in Serie A2 nel 1998-99. In un derby contro la Virtus Ragusa, Piazza fu decisivo con una tripla alla fine della partita. L'anno successivo la squadra perse la finale play-off contro Udine.
Dopo il ritiro, allena l'Under-19 ed è vice allenatore in Serie C, con l'Oratorio Petriano di Città del Vaticano.

## Palmarès

### Competizioni nazionali
Promozioni:
- 1989-90 -  Pall. Trapani dalla Serie B1 alla Serie A2
- 1990-91 -  Pall. Trapani dalla Serie A2 alla Serie A1
- 1997-98 -  Pall. Biella dalla Serie B1 alla Serie A2
- 1998-99 -  Barcellona dalla Serie B1 alla Serie A2
- 2011-12 -  ASD Pol. Petriana Roma dalla Serie C2 reg. alla serie DNC
- 2012-13 -  Pall. Marino dalla Serie DNC alla serie DNB